# Llista de topònims de Renau
Llista de topònims (noms propis de lloc) del municipi de Renau, al Tarragonès
Informació actualitzada per un bot. Els canvis manuals es perdran quan s'actualitzi!

## curs d'aigua
| imatge | Nom              | Ubicat a                             | instància de | Detalls                                                 | coordenades                                                                                              | Protecció | Commons (més fotos) | Dades a WD                    |
| ------ | ---------------- | ------------------------------------ | ------------ | ------------------------------------------------------- | --- | --------- | ------------------- | ----------------------------- |
|        | riu Gaià         | Conca de Barberà Alt Camp Tarragonès | curs d'aigua | Desemboca: mar Mediterrània Llarg: 59km Conca: 423.8km² | 41° 31′ 55″ N, 1° 23′ 15″ E / 41.531903°N,1.38742°E 41° 07′ 53″ N, 1° 22′ 03″ E / 41.131362°N,1.367462°E |           | Gaià River          | Modifica les dades a Wikidata |
|        | torrent de Renau | província de Tarragona               | curs d'aigua | Desemboca: riu Gaià                                     | 41° 11′ 53″ N, 1° 19′ 36″ E / 41.198055555556°N,1.3266666666667°E                                        |           |                     | Modifica les dades a Wikidata |

## església
| imatge | Nom                    | Ubicat a | instància de | Detalls                     | coordenades                                                                         | Protecció                                  | Commons (més fotos)    | Dades a WD                    |
| ------ | ---------------------- | -------- | ------------ | --------------------------- | ----------------------------------------------------------------------------------- | ------------------------------------------ | ---------------------- | ----------------------------- |
|        | Mare de Déu del Lloret | Renau    | església     | Estil: arquitectura popular | 41° 13′ 33″ N, 1° 18′ 35″ E / 41.225925°N,1.309733°E ca:Camí del Cementiri 152 msnm | bé integrant del patrimoni cultural català | Mare de Déu del Lloret | Modifica les dades a Wikidata |
|        | Santa Llúcia de Renau  | Renau    | església     | Estil: arquitectura popular | 41° 13′ 30″ N, 1° 18′ 40″ E / 41.224881°N,1.311177°E 174 msnm                       | bé integrant del patrimoni cultural català | Santa Llúcia de Renau  | Modifica les dades a Wikidata |
|        | Santa Maria de Peralta | Renau    | església     | Estil: arquitectura gòtica  | 41° 13′ 19″ N, 1° 18′ 19″ E / 41.221867°N,1.305311°E ca:Peralta 169 msnm            | bé cultural d'interès local                | Santa Maria de Peralta | Modifica les dades a Wikidata |

## masia
| imatge | Nom            | Ubicat a | instància de | Detalls | coordenades                                                                | Protecció | Commons (més fotos) | Dades a WD                    |
| ------ | -------------- | -------- | ------------ | ------- | -------------------------------------------------------------------------- | --------- | ------------------- | ----------------------------- |
|        | Mas d'en Soler | Renau    | masia        |         | 41° 13′ 53″ N, 1° 17′ 48″ E / 41.2314°N,1.29671°E                          |           |                     | Modifica les dades a Wikidata |
|        | Mas d'en Sord  | Renau    | masia        |         | 41° 12′ 03″ N, 1° 19′ 41″ E / 41.20084028°N,1.32805556°E                   |           |                     | Modifica les dades a Wikidata |
|        | Mas de Nincles | Renau    | masia        |         | 41° 14′ 06″ N, 1° 18′ 01″ E / 41.235°N,1.30021°E                           |           |                     | Modifica les dades a Wikidata |
|        | Mas de Pujals  | Renau    | masia        |         | 41° 13′ 27″ N, 1° 18′ 51″ E / 41.2242704563748°N,1.31407377346356°E        |           |                     | Modifica les dades a Wikidata |
|        | Mas de Taret   | Renau    | masia        |         | 41° 13′ 21″ N, 1° 18′ 48″ E / 41.2225464238527°N,1.31321139004103°E        |           |                     | Modifica les dades a Wikidata |
|        | Mas de l'Aleix | Renau    | masia        |         | 41° 13′ 01″ N, 1° 19′ 10″ E / 41.2168452757062°N,1.31940584893921°E        |           |                     | Modifica les dades a Wikidata |
|        | l'Altrera      | Renau    | masia        |         | 41° 12′ 46″ N, 1° 20′ 06″ E / 41.212640844678°N,1.3348660524687°E 184 msnm |           |                     | Modifica les dades a Wikidata |

## Misc
| imatge | Nom                         | Ubicat a                                     | instància de                                   | Detalls                                        | coordenades                                                                         | Protecció                                  | Commons (més fotos)         | Dades a WD                    |
| ------ | --------------------------- | -------------------------------------------- | ---------------------------------------------- | ---------------------------------------------- | ----------------------------------------------------------------------------------- | ------------------------------------------ | --------------------------- | ----------------------------- |
|        | Castell de Peralta          | Renau                                        | castell                                        |                                                | 41° 13′ 20″ N, 1° 18′ 19″ E / 41.2223324901228°N,1.30539088910578°E                 |                                            |                             | Modifica les dades a Wikidata |
|        | Pedrafita                   | Renau                                        | muntanya                                       |                                                | 41° 12′ 40″ N, 1° 20′ 03″ E / 41.2112°N,1.33421°E 186.1 msnm                        |                                            |                             | Modifica les dades a Wikidata |
|        | Peralta                     | Renau                                        | nucli de població                              |                                                | 41° 13′ 23″ N, 1° 18′ 17″ E / 41.223010472801°N,1.3047782333861°E                   |                                            |                             | Modifica les dades a Wikidata |
|        | Peralta                     | Renau                                        | despoblat                                      |                                                | 41° 13′ 20″ N, 1° 18′ 19″ E / 41.22227990577015°N,1.305355178473799°E               |                                            |                             | Modifica les dades a Wikidata |
|        | Pont de Renau               | Renau                                        | pont                                           |                                                | 41° 13′ 37″ N, 1° 18′ 42″ E / 41.2270012935779°N,1.31172484082102°E                 |                                            |                             | Modifica les dades a Wikidata |
|        | Renau                       | Renau                                        | entitat singular de població capital municipal | 158 hab                                        | 41° 13′ 28″ N, 1° 18′ 39″ E / 41.22448°N,1.31083°E 174 msnm                         |                                            |                             | Modifica les dades a Wikidata |
|        | arcs de pedra de Can Jaumet | Renau                                        | arc                                            | Estil: arquitectura gòtica 15th century        | 41° 13′ 29″ N, 1° 18′ 40″ E / 41.224725°N,1.31116°E ca:Plaça de l'Església 173 msnm | bé integrant del patrimoni cultural català | Arcs de pedra de Can Jaumet | Modifica les dades a Wikidata |
|        | casa consistorial de Renau  | Renau                                        | casa consistorial                              |                                                | 41° 13′ 28″ N, 1° 18′ 42″ E / 41.2244036°N,1.3115975°E                              |                                            |                             | Modifica les dades a Wikidata |
|        | pantà del Catllar           | Tarragonès el Catllar Vespella de Gaià Renau | embassament                                    | Superfície: 362ha Volum: 60.4hm³ Conca: 390km² | 41° 11′ 47″ N, 1° 19′ 38″ E / 41.196438°N,1.327112°E                                |                                            | Pantà del Catllar           | Modifica les dades a Wikidata |